# Episodi di The Lady (seconda stagione)
La seconda stagione della webserie The Lady è stata trasmessa dal portale di video YouTube a cadenza settimanale dal 18 novembre 2015 al 3 febbraio 2016. La prima puntata ha superato le 350.000 visualizzazioni, mentre le rimanenti puntate hanno comunque sfondato il muro delle 100.000 visualizzazioni.

## Episodio 1
- Diretto da: Lory Del Santo
- Pubblicato in data: 18 novembre 2015

### Trama
La puntata si apre con la nuova co-protagonista, Zora, che si veste e rivolge una minaccia a Lona, insieme al fidanzato Body.
Lona invece chiama il suo collaboratore Andrey, dandogli appuntamento per la sera stessa e invitandolo a non farsi scoprire.
A questo punto chiama Manuel, invitandolo a passare la serata in discoteca con lei, in modo da poter uscire dalla sua stasi ipnotica.
Proprio qualche ora dopo un Andrey travisato intercetta Lona mentre questa esce e le consegna di nascosto un oggetto che lei mette nella borsa.
The Lady raggiunge Manuel ed entrambi vengono portati in disco.
Qui Lona esagera: dopo aver bevuto parecchi bicchieri di champagne, sviene durante un ballo, nonostante Manuel le abbia ricordato più volte l'imperativo "basta bere!".
In realtà però tutto ciò è un astuto piano di Manuel che inserisce una pillola nel bicchiere della compagna provocandone lo svenimento, e, approfittando della sua incoscienza, le sottrae la borsetta.
Mentre Zora si magnifica, Lona vive un sogno nella sua testa, in cui esorta Luc, il suo vecchio fidanzato, ad andarsene dalla sua vita.
Quando si risveglia sfatta, viene accudita dal fido Chang che però le rivela lo scippo della notte precedente.
Dopo un intermezzo in cui Zora rifiuta di concedersi al fidanzato, facciamo la conoscenza di un nuovo personaggio: Mio.
Egli si riprende con una webcam davanti allo specchio e propone il proprio amore e la propria riverenza a The Lady.
Lona, infine, chiama la segretaria Doris chiedendole di annullare tutti gli appuntamenti per indagare su ciò che è successo.
La donna provvede e si gusta una banana.
- Le scene in discoteca sono ambientate al Vogue Ambition di Milano
- Durante le scene in disco le canzoni a far da sottofondo sono Perdoname di Deorro, Bad di David Guetta e Rome Wasn't Built in a Day dei Morcheeba.
- Questa è l'unica puntata in cui viene nominato Luc, personaggio della prima stagione interpretato da Costantino Vitagliano.
- La Guest Star della puntata è l'attore Maccio Capatonda nel personaggio di Mio.

## Episodio 2
- Diretto da: Lory Del Santo
- Pubblicato in data: 25 novembre 2015

### Trama
Body, il fidanzato di Zora, ricorda come questi era prima della metamorfosi che l'ha resa così ricolma di rancore. Nota un po' di nostalgia per la vecchia Zora ma alla fine le giura amore, definendola "una donna con la doppia A".
Lona chiama Manuel dicendogli che ha scoperto che lui ha sottrato dalla sua borsetta la chiave di una cassetta di sicurezza ubicata a Miami, e lo avverte che prenderà provvedimenti.
Le indagini della Lady proseguono e, parlando con Andrey, ella scopre che la chiave è stata in possesso di un fantomatico Vito.
Doris incontra Alex, direttore dei casting, il quale dà il via ai provini eccitato perché è presente "molta toreria".
L'avvocato di Lona da Londra intanto, conferma l'avvenuto furto del contenuto della cassetta e lei giura vendetta.
Mio si ripropone invece a Lona, tramite i suoi video via webcam, questa volta un po' scocciato vista la precedente mancata risposta. Conclude sottolineando la sua virilità e paragonando i propri genitali a delle mongolfiere.
Stefano, assistente di Alex, incontra un ragazzo campano venuto per i casting e i due hanno un piccato scambio di battute sull'utilizzo di Facebook.
Doris sente invece al telefono Maurizio che la lusinga, e Zora parla con Cicale, sua fedele spia, incaricato di tenere d'occhio la Lady.
Aline intanto fa il suo provino, ma subito dopo si rivela sconvolta confidando a Mary il tradimento del suo uomo con un altro.
Lei comunque non sembra preoccuparsene e annuncia che andrà a imbellettarsi.
Joe, un giovane palestrato, si allena.
Anche Nick, un bel giovanotto, fa il provino ottenendo risultati positivi.
Egli poi rifiuta Alex che cerca di proporgli una cena con lui.
L'ultima ragazza a fare il provino è la ventunenne Jessica, la quale mostra una vasta gamma di espressioni.
Zora, nel monologo finale, conferma il suo amore per l'odio.
- Ritorna nel ruolo di Mio, la Guest Star Maccio Capatonda.
- All'interno dei provini compare la modella brasiliana Aline Domingos.
- Mentre parla con Cicale, Zora indossa una maglia con la scritta Material Girl, celeberrimo brano di Madonna (cantante).

## Episodio 3
- Diretto da: Lory Del Santo
- Pubblicato in data: 2 dicembre 2015

### Trama
Zora, in un soliloquio interiore, si paragona a una rete wi-fi, per come riesce a trasmettere i suoi sentimenti manipolando i suoi devoti, i black angels.
Lona incontra il ragazzo che aveva conosciuto alla discoteca Vogue e gli offre la consulenza per il suo canale preferito "fashion chic & shock". Egli è molto felice e accetta dichiarando che quel ruolo era il suo sogno apice.
Dopo l'avviso di Chang che "è arrivata donna", Doris si mette in moto per trovare il nuovo bodyguard di Lona ricevendo, via telefono, il "grazie multiple" di quest'ultima.
Una ragazza definita Supernova fa il suo provino, con risultati poco soddisfacenti.
Lona intanto continua a interrogarsi su chi possa essere stato a sottrargli i suoi averi.
Anche Sarah viene scartata nonostante la sua determinazione, con il direttore Alex che la definisce letale.
Una sorte migliore sembra toccare a Lucy Red, rossa e conturbante modella di nudo.
Ritorna Mio che stavolta è molto adombrato. Lona infatti non ha risposto ai suoi messaggi e il giovane non si capacita. Chiude il tutto promettendo vendetta.
Nick riceve una chiamata dalla madre che lo esorta a seguire le orme del padre e a lasciar stare la carriera da modello ma il giovane non vuole sentire ragioni.
Zora continua a catechizzare i suoi proponendo esercizi di meditazione in cui Joe e Cicale devono rilassare i genitali.
Roberta, una piacente donna matura, parla al telefono con un'amica di quanto siano pochi i veri uomini al giorno d'oggi.
Per sua fortuna incontra poco dopo Nick, rimanendo molto colpita dalle sue foto e invitandolo a reincontrarsi.
A questo punto continua il suo shopping, lasciandosi andare ad aforismi che non esaltano la commessa.
Zora intanto rinnova il suo amore al fidanzato, Doris fissa un appuntamento con Enrico per la sera, e Roberta e Nick passano una bollente notte insieme sotto le coperte.
- Questa è l'ultima puntata in cui appare la Guest Star Macchio Capatonda.
- Fa il suo debutto in questo episodio Sarah Altobello, modella venticinquenne di Modugno, provincia di Bari, il cui personaggio verrà ripreso spesso nelle puntate successive.
- Il personaggio di Roberta è un chiaro esempio di MILF.

## Episodio 4
- Diretto da: Lory Del Santo
- Pubblicato in data: 9 dicembre 2015

### Trama
Lona si strugge nel monologo iniziale, sta ancora soffrendo per la fine della sua storia d'amore con Luc.
Viene introdotto Zuu, nipote di Zora, che sta frequentando corsi di psicologia per entrare nel team. Lei è scettica, e dice a Cicale di tenerlo d'occhio.
Nick incontra una ragazza molto appariscente, ma sorprendentemente non le dà attenzione, per l'irritazione di quest'ultima.
Gianmarco, un uomo che aspetta di vedere The Lady, incontra dei bizzarri personaggi nella sua attesa: un potenziale suicida che rinuncia poco dopo, un signore che visualizza e che dice di essere stato indietro nel tempo e un ragazzo che si definisce un playboy. Dopo delle brevi conversazioni si danno l'arrivederci.
Il presentatore di "The Regal Queen", programma prodotto dalla Lona, intervista Raffaella, una sexy performer.
Ella poi lo convince a venire a teatro a vederla il giorno dopo, proponendogli un'ardita metafora su alberelli e boschetti.
Gianmarco intanto viene nuovamente disturbato: prima viene importunato da un uomo muscoloso e tatuato che si definisce un numero primo, dopodiché da un canterino imitatore di Piero Pelù.
Zora afferma i motivi per cui odia Lona: dice infatti che non è lei la vera Lady e che ella le ha rubato il marito.
Gianmarco si addolcisce: questa volta fa passare avanti una ragazza sudamericana che aveva fretta.
Lona arriva tardi in ufficio da Doris, in quanto ha vissuto una notte tormentata. Ciò si riflette nel fatto che manda via subito Nick, il quale aspettava da due ore, e rifiuta l'invito alla piscina della ragazza appariscente di inizio puntata, che si era aggiunta alla conversazione, lamentandosi che gli uomini sono talmente assuefatti dai siti erotici che non guardano neanche più le donne per strada.
Per Gianmarco è finalmente arrivato il suo turno, prima di lasciare il posto però affronta un'altra incomprensibile conversazione con una ragazza corpulenta.
Roberta, in cerca di compagnia, chiama Salvatore, che però si è trasferito a Catania, rendendo impossibile la frequentazione.
Salvatore ha poi un confronto con l'amico Saverio nel quale si mettono a confronto la vita frenetica in una grande città e la tranquillità del paese.
Vengono raggiunti da Martina, la quale non è andata al lavoro per "la morte di un lontano parente di un suo cuggino". La donna mostra comunque tenacia per la sua voglia di "voltare paggina". I tre escono insieme.
Doris sente di nuovo Enrico mentre è in doccia e lo provoca dicendogli che è tutta bagnata.
- Il conduttore di "The Regal Queen" ricorda molto fortemente lo stilista Enzo Miccio.
- L'imitatore di Piero Pelù intona Il mio corpo che cambia, famosa canzone eseguita da quest'ultimo nei Litfiba.
- L'uomo muscoloso che si definisce un numero primo è Simone Coccia Colaiuta, fidanzato della ex presidente della Provincia dell'Aquila Stefania Pezzopane.
- Il personaggio di Gianmarco è stato interpretato da Gianmarco Tavani, inviato della trasmissione Le Iene che si era infiltrato nella produzione cercando di boicottare il tutto recitando battute non corrette. Lory Del Santo scoprirà l'inganno solo mesi dopo le riprese della webserie[3].

## Episodio 5
- Diretto da: Lory Del Santo
- Pubblicato in data: 16 dicembre 2015

### Trama
Body è confuso: da una parte vorrebbe rubare il potere e i soldi di Zora, dall'altra la ama e non riesce a fare a meno di lei.
Lona si concede un giro in centro a Milano col suo nuovo bodyguard, avvisandolo di non essere troppo pressante.
Facciamo la conoscenza del fashion blogger Armando, che saluta i suoi follower riprendendosi col cellulare.
Alex polemizza con Mary, responsabile dell'organizzazione, prima che i due critichino i rispettivi abiti.
Alex quindi provina Lorena, che riscuote scarso successo, mentre di tutt'altro avviso è il provino al ragazzo giunto dopo.
Vito (la cui voce denota un forte accento siciliano) sente al telefono Manuel congratulandosi con lui e dicendogli che ha pagato il suo debito.
Zora continua con il suo piano distruttivo, comunica infatti a Body di voler far fallire tutte le imprese di Lona, sottolineando come quest'ultima si stia allontanando dal core business lasciando sgretolare il proprio impero.
Mary parla con l'amica Anna, la quale è riuscita a ottenere dal compagno l'uso a piacere della carta di credito. Tuttavia Mary ritiene scandaloso che egli le abbia detto di andare solo da Zara.
Una ragazza intraprendente incontra Doris lasciandole il curriculum perché vuole trovare un posto di lavoro.
Successivamente cerca di fare amicizia con la segretaria, confidandole la sua voglia di entrare nel jet-set, nel mondo dei ricchi.
Un'altra conturbante ragazza si presenta ai provini, ballando e cercando di usare il suo corpo per convincere i responsabili a prenderla con loro.
Enrico intanto si confida, osservando come sia facile usare Internet per rimorchiare donne al giorno d'oggi.
Zora invece è combattuta: vuole bene al nipote Zuu ma sa che la vita può essere imprevedibile e nulla è per sempre.
Rivediamo Armando, ancora intento a rimanere in contatto coi suoi fan.
Infine, per "The Regal Queen" il calvo conduttore intervista una drag queen che esalta la bellezza del suo lavoro.
- Le scene in centro a Milano sono ambientate alla Galleria Vittorio Emanuele II, in Piazza Duomo (Milano).
- Il personaggio di Vito, ancora non chiaro, si presume che sia un Boss mafioso.
- Mary in una scena dice "Che bello fare le pause!", citando sé stessa nella sua più celebre battuta della stagione precedente.
- La ragazza intraprendente cita Sono come tu mi vuoi, frase di una canzone di Mina (cantante) e poi ripresa anche da Irene Grandi nell'omonimo film.
- Armando in una scena parla con alle sue spalle una porta che sembra sfasciata a colpi d'ascia. Tutto ciò richiama Shining (film) di Stanley Kubrick.
- Enrico cita una delle app per smartphone più famose per incontrare potenziali partner, ovvero Tinder.

## Episodio 6
- Diretto da: Lory Del Santo
- Pubblicato in data: 23 dicembre 2015

### Trama
Body è sempre più combattuto: da una parte pensa che le donne debbano stare in casa a badare ai figli, dall'altra non può fare a meno di Zora che però lo domina come se fosse il suo schiavo.
Zuu cerca di convincere la zia a farlo entrare nei Black Angels, decantando le proprie elevate doti di hacker.
Lona è sempre più preoccupata perché i suoi affari non vanno bene e si verificano delle perdite.
Dopo averne parlato con Doris riceve il suo collaboratore Mister Orata chiedendogli un'analisi sui dipendenti.
Armando viene interrotto nell'ennesimo video-saluto dal coinquilino Joe, che afferma invece che a lui non piace seguire, ma essere seguito.
Guendalina e Joe pranzano insieme e hanno un lungo dialogo condito da espressioni auliche e prosopopee. Alla fine si concedono un ballo.
Doris li interrompe, mostrando solidarietà alla donna quando questa esprime il proprio disappunto per la violenza.
Dopodiché è Guendalina a interrompere Doris mentre questa cerca di cantare e suonare la chitarra, concludendo il tutto esprimendo la sua voglia di andare in crociera.
Zora è sempre più piena d'odio e rigetta ancora una volta Body, disposto anche a baciarle i piedi.
Enrico parla con una giovane ragazza e si trova in difficoltà, non capendola. Ella non la prende bene e lo accusa di pensare solo a "scopare" come tutti gli uomini.
Armando manda un ultimo "vellutante" saluto mentre Andrey sente Vito al telefono, minacciandolo e ricevendo l'invito a stare calmo.
Su "The Regal Queen" questa volta viene invece intervistata la celebre Starlite.
- La Guest Star della puntata è Guendalina Canessa, divenuta nota per la partecipazione al Grande Fratello.
- Durante la scena del ballo tra Guendalina e Joe possiamo sentire Obsesión degli Aventura.
- La canzone che Doris canta e suona con la chitarra è Così celeste di Zucchero Fornaciari.
- Alla fine della puntata, presumibilmente per errore, alla stylist che segue Starlite esce inavvertitamente un capezzolo dall'abito.

## Episodio 7
- Diretto da: Lory Del Santo
- Pubblicato in data: 30 dicembre 2015

### Trama
Lona si prende una pausa dagli affari passando il tempo sul suo yacht e avvisando Doris di prepararle tutto per domani perché avrà un impegno top secret.
Nick parla con un amico al telefono decantando con poco successo una poesia. Dopodiché allontana la ragazza corpulenta apparsa ai provini con Gianmarco.
Lona incontra Andrey e questi prova anche invano a baciarla prima che i due mangino in un ristorante.
Doris avvisa un autista e un bodyguard del riservato impegno che attenderà Lona.
Roberta invece accoglie le confessioni di Maurizio, visibilmente giù di morale per la rottura della relazione col suo fidanzato. Maurizio si riprenderà presto però, rimarrà infatti entusiasta di Nick, giunto nel frattempo a incontrare Roberta.
Body incarica Clay di addestrare bene i nuovi black angels, accanto a una parete con una scritta che recita "sesso everyday".
Manuel vuole riavvicinarsi a Lona in modo da carpire informazioni ulteriori su di lei per poi passarle a Vito.
Il ragazzo campano visto nei provini si rilassa con dei suoi amici e tutti rimangono abbastanza basiti dai paroloni usati dai giornali e dal poco interesse di uno dei due per i vari argomenti di discussione.
Un calvo imprenditore propone a Rosa una serata in discoteca a Napoli ben retribuita.
Mentre Lona si rilassa esaltando la bellezza di ciò che la circonda, Zora si oppone ancora ai tentativi di Zuu di entrare nella squadra.
Armando incontra il conduttore di "The Regal Queen" e assiste all'intervista di questi alla drag queen Elenoire, del quale il presentatore nota che ha "il cervello che pesa come il piombo".
Zora e Joe criticano Cicale, definito come un uomo che si accontenta troppo, a differenza loro che vogliono di più.
- Anche qui vi è una citazione di Madonna: Joe infatti dice a Zora "you are a bitch".
- La drag queen intervistata a fine puntata è Elenoire Ferruzzi, famosa sul web per i suoi video e per la sua attiva partecipazione alla movida milanese.

## Episodio 8
- Diretto da: Lory Del Santo
- Pubblicato in data: 6 gennaio 2016

### Trama
Lona affronta un confronto con se stessa, nel quale parla della difficoltà di amare.
Successivamente la Lady rispedisce al mittente le lusinghe di Manuel che tentava di rientrare nella sua vita.
Lona dice anche a Doris di annullare tutti gli appuntamenti della settimana prossima e ella obbedisce, mentre prende il sole.
Mentre Nick è estasiato dalla possibilità di conoscerla, Chang chiama il figlio Chung promettendogli che gli troverà un lavoro.
Lona si incontra a un ristorante con Joe che le dice che la filosofia gli ha fatto superare la depressione e che ora non è più impotente, perciò la invita a verificare di persona questa cosa. Lei declina l'offerta.
Roberta porta Nick da Maurizio che, avendo secondi fini, gli offre subito un lavoro in uno studio di un avvocato.
Su una Ferrari Giselle e il suo compagno si dirigono verso il loro hotel.
Stefano, assistente di regia, è giunto a Napoli per girare alcuni spot di costumi. Incontra il regista che lo informa che vuole tagliare Sarah in quanto non la ritiene all'altezza.
Zora promette a Zuu di pagargli il corso di karate che egli vuole fare e lui, in preda alla gioia, dice alla zia che è "figa".
Giselle giunge in hotel insieme al suo calvo compagno che la deve però immediatamente lasciare per un impegno di lavoro. Le dà comunque la sua carta di credito e Giselle lo saluta con aria fintamente preoccupata.
Stefano avvisa Sarah della sua esclusione, ma la donna non la prende bene e indignata lo avvisa che "gliela farà pagaree".
Joe spiega a Zuu il suo subdolo piano: ha incontrato Lona per cogliere i suoi punti deboli.
Sarah intanto rimane in topless in luogo pubblico scacciando un avventore che le aveva chiesto di coprirsi affermando di essere allergica ai tessuti.
Body continua a meditare sul suo ruolo.
Il presentatore di "Una Risposta al Volo" illustra e conduce svariate interviste a ragazzi e ragazze presenti in una discoteca, concludendo il programma prodotto dalla Lady, con l'invito a "strizzare ogni secondo della vita".
- Questa è la prima puntata dove compare l'attrice Natalia Bush, accreditata come Guest Star e già presente nella prima stagione.
- Mentre Giselle e il compagno sono sulla Ferrari si può ascoltare Lean On di Major Lazer.
- La discoteca della lunga scena finale è la Red Disco di Bologna.

## Episodio 9
- Diretto da: Lory Del Santo
- Pubblicato in data: 13 gennaio 2016

### Trama
Zora è sempre più determinata per la creazione del nuovo esercito.
Essa poi ricorda a Zuu come nulla è per sempre quando questi le confessa tutto il suo affetto.
Giselle sente il compagno via telefono, con lui che dice che non può ancora tornare ma di aspettarlo, e che lei è "una bomba sexy all'idrogeno".
Sarah continua a rimanere in topless, e accoglie così anche il modello campano.
La fedeltà di Giselle non dura molto: la donna viene infatti colpita da un uomo che le offre da bere e che successivamente si vanta con un amico della sua abilità nell'abbordare le donne.
Nick esprime la sua soddisfazione per l'essere entrato nel mondo dei casting, mentre Giselle chiama l'uomo, intenzionata a passare qualche ora con lui.
Body teme che Zora lo tradisca e confida a Zuu di tenerla sott'occhio offrendogli un volo Milano-Miami. Zuu accetta, fiutando "l'offerta croccante".
Una ragazza che fa l'assistente di produzione degli spot confida ad Anna la sua passione per i cani, da lei ritenuti meglio degli uomini.
Giselle accoglie l'uomo in lingerie, pronta per un focoso rapporto.
Sarah intanto cammina per il paese del napoletano senza reggiseno e con degli striminziti slip, raccogliendo le critiche di due signore del posto e di un commesso di un negozio che le consiglio di indossare un caftano.
L'erede dell'hotel dove si svolgono gli spot riceve le congratulazioni via telefono di tale Teodoro, intento a mangiarsi un "panuozzo imbottito".
Due ballerini provano i passi di danza per lo spot, nonostante qualche incomprensione.
Durante lo spot vediamo due ragazze che mangiano provocatoriamente un gelato e tre elementi che diverranno fissi: la frase "assolutamente indimenticabile!", due gemelle che sorridono mostrando l'apparecchio e due gemelli tatuati che cantano classiche canzoni napoletane.
Lona incontra il nipote di Dino e i due parlano dell'altro nipote Antony, sparito perché si è preso "un anno vagabondo".
Doris informa Mary di voler provare il burlesque e l'avvocato contatta Lona dicendole che solo Vito sapeva della cassetta di Miami, frase a cui lei risponde stizzita "ma chi è vito?", rimanendo però senza risposta.
Body invece aspetta solo il momento per colpire.
- Anche in questa puntata vi è Natalia Bush come Guest Star.
- Mentre Giselle si prepara a consumare il rapporto con l'uomo, egli viene introdotto dalla memorabile Per Elisa di Ludwig van Beethoven.
- I due gemelli cantanti intonano O sole mio.

## Episodio 10
- Diretto da: Lory Del Santo
- Pubblicato in data: 20 gennaio 2016

### Trama
Lona è di nuovo nel suo yacht e durante in bagno esalta la bellezza del godere della vita.
Sarah viene redarguita da un uomo dell'hotel per il suo continuo topless ma lei si difende affermando che non vede nessun cartello in cui è indicato il divieto. L'uomo se ne va sconsolato, dandole della testa vuota.
Clay porta Zuu ad assistere all'allenamento dei nuovi black angels.
Quest'ultimo viene avvisato da Zora che sarà il suo erede e non lo dovrà mai tradire e il giovane promette fedeltà alla zia.
Sul set di Napoli un giovane sogna di essere circondato da belle donne, salvo poi dire all'amico al risveglio che si trovava in un campo minato.
I due si ripropongono di cercare qualche ragazza, visto che abbondano e sono anche ben disposte nella zona.
Lona e Giselle hanno una breve conversazione telefonica e quest'ultima descrive il suo amore per il lusso.
L'assistente di produzione degli spot esprime la sua volontà di essere anch'ella una modella per poi puntare addirittura alla politica: vorrebbe fondare il partito "figli delle stelle".
Mary chiama il calvo imprenditore già visto qualche puntata fa, tra i due c'è una certa intimità, ma Mary blocca il tutto dicendogli "sentiamoci after".
Si gira un altro spot: questa volta la new entry è un uomo obeso che invita tre modelli in piscina, con dei chiari secondi fini.
Mary parla al telefono anche con Doris e la consola, questa ha mollato Enrico dopo aver scoperto che lui la tradiva.
Sarah continua a lamentarsi col regista dell'esclusione ma vanamente.
Egli viene poi raggiunto da una giovane modella pratese, Samira, e dalla madre.
La madre lo avverte che la figlia dovrà far parte del girato, dicendogli anche che è disposta a tutto per far sì che ciò avvenga.
Il regista è sbigottito, visto anche che la ragazza non è una modella, ma alla fine acconsente.
Dopo aver rivisto l'uomo obeso di prima, troviamo delle teenager che parlano del controllo su di loro dei genitori.
Vengono interrotte da un ragazzo che ha il sogno di diventare il nuovo Justin Bieber.
Poco più in là vediamo un bambino che dà dell'handicappata alla madre in quanto ella non è riuscita a superare il problema del divario digitale e ha difficoltà nell'usare gli apparecchi tecnologici di cui è dotata.
Sarah invita un modello in camera sua per poi truccarsi in maniera pesante e terrorizzarlo, facendolo scappare.
Lona si sveglia di soprassalto per un incubo e chiama Giselle per tranquillizzarsi.
- Anche in questa puntata la Guest Star è Natalia Bush.
- Giselle cita una famosa frase di Coco Chanel: "il lusso è un'esigenza che comincia dove la necessità finisce".
- I gemelli cantanti intonano I' te vurria vasà.
- Nella scena in cui Sarah spaventa il modello il suo aspetto ricorda fortemente quello di Samara, la protagonista di The Ring.

## Episodio 11
- Diretto da: Lory Del Santo
- Pubblicato in data: 27 gennaio 2016

### Trama
I black angels si allenano agli ordini di Clay.
Il compagno di Giselle la chiama ancora una volta, e ancora una volta la bionda mente promettendogli fedeltà.
Zuu sente una tale Moon che lo vuole a Miami, lui promette che ciò accadrà, memore dell'offerta di Body.
Zora arringa il suo personale esercito.
Doris riceve Chung e lo assume subito, affermando che "il lavoro è ereditario" e mandandolo a prendere i detersivi.
Si gira un ulteriore spot: questa volta il protagonista è un ragazzo palestrato, gli elementi di contorno sono quelli tipici.
Intanto Sarah prende il sole in spiaggia completamente nuda, polemizzando con un bambino che le chiede se non le dà fastidio che qualcuno la veda.
Giselle parla con delle sue amiche, una delle quali eccitata perché lavorerà a Roma, anche se il produttore le ha detto che dovrà fargli qualche favore... Giselle tuttavia non appare turbata e, dopo aver ricevuto i complimenti delle amiche, si dirige a fare shopping insieme a un tizio che la raggiunge per la passeggiata.
Mentre l'uomo obeso illustra a Stefano la sua passione per lo sperperio, l'assistente di produzione subisce una burla della sua amica Aurora: questa le promette di presentargli il famoso attore Leonardo DiCaprio, quando in realtà le si presenta Leonardo, barista di Capri.
La ragazza reagisce ridendo e dando della buffona all'amica.
Lona contatta via cellulare Max per un affare importante.
Sempre via cellulare Zora parla con Vito al telefono e si bea di come stia mettendo in trappola la Lady, manovrando tutti coloro vicini a lei.
Sarah irrompe sul set bloccando le registrazioni e accusa il regista di mobbing, per poi mostrare sfacciatamente il proprio lato B.
Una ragazza inizia a fotografarglielo e Sarah promette al regista che il suo sedere sarà più cliccato dei suoi spot.
A quel punto se ne va lasciando la possibilità di girare l'ultima pubblicità della giornata.
Alex ricompare e cerca di dissuadere una ragazza disinibita dalla sua volontà di "darla via" dicendo che lì son tutti gay.
La ragazza risponde che la sua piace anche ai gay e dopodiché incontra Doris.
Qui ha luogo un curioso qui pro quo: mentre Doris ordina una pizza, lei dichiara di volere un "cazzone", correggendosi subito dopo: "intendevo calzone ma mi si era inceppata la esse".
Alex intanto non ha perso il vizio di chiedere piaceri per entrare più velocemente nel mondo dello spettacolo.
- Anche in questa puntata la Guest Star è Natalia Bush.
- I gemelli cantanti intonano 'O sarracino e Maruzzella.
- Per la terza volta vi è una citazione di Madonna con la frase "italians do it better".
- Nel ruolo di Max compare per la prima volta Marco Cucolo, attuale fidanzato di Lory Del Santo.

## Episodio 12
- Diretto da: Lory Del Santo
- Pubblicato in data: 3 febbraio 2016

### Trama
Lona si trova sul suo yacht e, tramite un poetico monologo in rima, espone la sua filosofia di vita.
Zora decide di coinvolgere la sua famiglia nel suo astuto piano e chiama la sorella Moon, che si trova a Miami. La istruisce dicendole di diventare amica del modello Max, che è a stretto contatto con Lona. Lei sembra fiduciosa sulla buona riuscita della missione.
Giselle ha un'interessante conversazione con l'amica Carmen, che spazia dalla paura della solitudine alla prova dei costumi.
Joe avverte Zuu che non gli interessa cosa rappresenta per Zora, ma che egli verrà sempre prima di lui. Il giovane black angel risponde che giocando col diavolo potrebbe escoriarsi.
Il compagno di Giselle chiama la procace bionda avvertendola che sta finalmente tornando dal suo viaggio.
A Napoli intanto, in un ristorante, Sarah mangia in maniera provocante irritando la povera assistente di produzione che poi, parlando con Anna, dà e riceve sommarie opinioni sui modelli.
Nel mentre questi disquisiscono di temi disciplinari e organizzativi.
Sarah, dopo aver fatto una boccaccia alle ragazze, si alza e dondola sensualmente davanti a un ragazzo cercando di sedurlo.
Lui non apprezza la sua sfacciataggine ma lei ribatte che le piace essere sexy e avere sempre l'occhio di bue puntato addosso.
Il compagno di Giselle raggiunge la donna e le regala un anello di Bulgari, per la gioia di lei.
Decidono quindi di andare in un ristorante ma ritrattano subito dopo, in modo da potersi appartare e avere un po' di privacy.
Il regista si congratula con la sua troupe: tutti gli spot sono stati girati e la sera stessa andranno insieme a festeggiare in un locale.
Body chiama Clay e continua a progettare un piano da mettere in atto all'insaputa di Zora, complottando quindi contro quest'ultima.
Mentre Moon tiene d'occhio Max, Lona si gode il sole e il mare.
La festa ha inizio: mentre ci si scatena in canti e balli, alcune ragazze provano ad attirare l'attenzione dei ragazzi, distratti però dalle modelle.
A questo punto si sprigionano raffinati dialoghi e pepati scambi di battute, conclusi da Anna che esprime la sua volontà di trovare repentinamente un compagno per la notte.
La performer Rosa, vestita di piume, fa da star della festa e i ragazzi discutono di temi vari, rimpiangendo il tradizionalismo di una volta.
Sarah confida al modello di non essere uscita con lui l'altra sera per praticare autoerotismo, prima di ballare con il ragazzo obeso.
In un night club, Doris si esibisce in un piccante spettacolo di burlesque.
Tra il pubblico troviamo un critico d'arte che elogia la bellezza di un ambiente ristretto e tranquillo a discapito di uno più pieno, affermando che la massa provoca solo confusione e parapiglia.
Vi è anche una ragazza bionda che chiede al fidanzato di fare un video alla prestazione di Doris.
Infine ella chiede e riesce a parlare proprio con Doris, la quale le confida la sua passione per il ballo erotico, arte che pratica per arrotondare lo stipendio di segretaria.
La misteriosa avventrice conclude insistendo nel farsi mandare il video realizzato poc'anzi, dicendo che lui non sa cosa le sta per accadere.
Appare quindi la scritta "The End" ma scopriamo negli ultimi secondi che la serie avrà un seguito denominato "The Lady 3: La Perfidia Patinata".
- In questa puntata abbiamo due Guest Star: oltre a Natalia Bush, nei panni di sé stesso troviamo il critico d'arte Andrea Pinketts.
- Durante la festa appare brevemente il cantante neomelodico Gabriel Piscopo, che esegue il brano Principessa Napulitana.
- La colonna sonora del sensuale ballo di Doris è Welcome to Burlesque, interpretata da Cher nell'omonimo film.